# Lijst van snelste marathonsteden
De lijst van snelste marathonsteden wordt samengesteld aan de hand van de gemiddelde tijd van de tien snelste lopers die ooit op betreffende marathon gefinisht zijn. Hierbij worden meerdere uitslagen van dezelfde loper meegenomen.

## Alle marathons
| Rang | Wedstrijd              | Land                         | Gemiddelde tijd | Snelste tijd | Bijgewerkt t/m |
| ---- | ---------------------- | ---------------------------- | --------------- | ------------ | -------------- |
| 1    | Marathon van Berlijn   | Duitsland                    | 2:02.33,8       | 2:01.09      | 2024-10        |
| 2    | Marathon van Valencia  | Spanje                       | 2:02.44,4       | 2:01.48      | 2024-12        |
| 3    | Marathon van Londen    | Verenigd Koninkrijk          | 2:03.07,5       | 2:01.25      | 2025-04        |
| 4    | Marathon van Tokio     | Japan                        | 2:03.28,5       | 2:02.16      | 2025-03        |
| 5    | Chicago Marathon       | Verenigde Staten             | 2:03.42,5       | 2:00.35 (WR) | 2024-10        |
| 6    | Marathon van Dubai     | Verenigde Arabische Emiraten | 2:04.02,5       | 2:03.34      | 2025-01        |
| 7    | Marathon Rotterdam     | Nederland                    | 2:04.12,8       | 2:03.36      | 2025-04        |
| 8    | Marathon van Amsterdam | Nederland                    | 2:04.21,5       | 2:03.39      | 2024-10        |
| 9    | Marathon van Hamburg   | Duitsland                    | 2:04.31,4       | 2:03.46      | 2025-04        |
| 10   | Marathon van Milaan    | Italië                       | 2:04.45,8       | 2:03.55      | 2025-04        |
| 11   | Marathon van Sevilla   | Spanje                       | 2:04.50,9       | 2:03.26      | 2025-02        |
| 12   | Marathon van Parijs    | Frankrijk                    | 2:04.55,1       | 2:04.23      | 2025-04        |
| 13   | Marathon van Barcelona | Spanje                       | 2:05.17,0       | 2:04.13      | 2025-03        |
| 14   | Marathon van Seoel     | Zuid-Korea                   | 2:05.20,0       | 2:04.43      | 2025-04        |
| 15   | Marathon van Frankfurt | Duitsland                    | 2:05.26,3       | 2:03.42      | 2024-10        |
| 16   | Marathon van Eindhoven | Nederland                    | 2:05.54,2       | 2:04.52      | 2024-10        |
| 17   | Lake Biwa Marathon     | Japan                        | 2:05.58,3       | 2:05.37      | 2025-02        |
| 18   | Marathon van Daegu     | Zuid-Korea                   | 2:06.02,1       | 2:05.20      | 2025-04        |
| 19   | Marathon van Praag     | Tsjechië                     | 2:06.02,5       | 2:05.09      | 2025-05        |
| 20   | Marathon van Fukuoka   | Japan                        | 2:06.20,1       | 2:05.16      | 2024-12        |
| 21   | New York City Marathon | Verenigde Staten             | 2:06.23,9       | 2:04.58      | 2024-11        |

De marathon van Boston is niet meegenomen in deze lijst omdat de finish 140 meter lager ligt dan de start. De start en finish zijn dus ook niet op dezelfde plaats - in het geval van Boston liggen die zelfs 38 km uit elkaar, met mogelijke voordelen ten gevolge van meewind - waardoor wereld- en Amerikaanse records niet erkend worden door de betreffende atletiekorganisaties.

## Nederlandse marathons
| Rang | Plaats                    | Wedstrijdnaam              | Gemiddelde tijd | Snelste tijd | Bijgewerkt t/m    |
| ---- | ------------------------- | -------------------------- | --------------- | ------------ | ----------------- |
| 1    | Rotterdam                 | Marathon Rotterdam         | 2:04.14,6       | 2:03.36      | 2023-04           |
| 2    | Amsterdam                 | Marathon van Amsterdam     | 2:04.21,5       | 2:03.39      | 2024-10           |
| 3    | Eindhoven                 | Marathon van Eindhoven     | 2:05.54,2       | 2:04.52      | 2024-10           |
| 4    | Enschede                  | Marathon van Enschede      | 2:08.32,3       | 2:07.20      | 2025-04           |
| 5    | Utrecht                   | Marathon van Utrecht       | 2:11.23,9       | 2:09.41      | 2025-05           |
| 6    | Leiden                    | Marathon van Leiden        | 2:13.58,6       | 2:12.42      | 2025-05           |
| 7    | Apeldoorn                 | Marathon van Apeldoorn     | 2:19.03,3       | 2:16.00      | 2014-02 (gestopt) |
| 8    | Klazienaveen              | Drente Marathon            | 2:19.54,4       | 2:16.44      | 2017-05 (gestopt) |
| 9    | Etten-Leur                | Marathon Brabant           | 2:21.46,6       | 2:18.01      | 2017-10           |
| 10   | Hilvarenbeek              | Beekse Marathon            | 2:29.51,4       | 2:23.22      | 2016-09           |
| 11   | Terschelling              | Berenloop                  | 2:31.01.7       | 2:27.20      | 2016-11           |
| 12   | Oosterbierum naar Rauwerd | Slachtemarathon            | 2:31.08,6       | 2:28.06      | 2016-06           |
| 13   | Hulst naar Terneuzen      | Marathon Zeeuws-Vlaanderen | 2:32:23,7       | 2:24:48      | 2025-05           |
| 14   | Meerssen                  | Marathon Meerssen          | 2:32.30,5       | 2:25.30      | 2018-09 (gestopt) |
| 15   | Hoorn                     | Marathon van Hoorn         | 2:32.41,9       | 2:23.17      | 2017-05 (gestopt) |
| 16   | Spijkenisse               | Spark Marathon Spijkenisse | 2:32.44,5       | 2:28.32      | 2024-12           |
| 17   | Burgh naar Zoutelande     | Marathon van Zeeland       | 2:33.15,3       | 2:29.52      | 2021-10           |
| 18   | Leeuwarden                | Marathon van Leeuwarden    | 2:35.42,8       | 2:26.26      | 2010-05 (gestopt) |
| 19   | Hoofddorp                 | Haarlemmermeer Marathon    | 2:46.30,1       | 2:34.17      | 2011-09 (gestopt) |
| 20   | Tilburg                   | Tilburg Marathon           | 2:46.57,5       | 2:31.48      | 2018-05 (gestopt) |